# Boz Scaggs
Boz Scaggs, geboren William Royce Scaggs (Canton (Ohio), 8 juni 1944), is een Amerikaanse singer-songwriter en gitarist. Zijn muziek valt binnen de genres bluesrock en soul, maar het kent invloeden uit het countrygenre.

## Biografie
Doordat het beroep van zijn vader handelsreiziger was, verhuisde Scaggs een aantal maal in zijn jeugd; eerst naar Oklahoma, later naar Plano. Hij studeerde aan een privéschool in Dallas; het St. Mark’s School of Texas, waar hij de bijnaam Bosley krijgt; later afgekort tot Boz. Op zijn twaalfde kwam hij in aanraking met de gitaar en ontmoette hij Steve Miller op het St. Mark’s. Samen kwamen ze terecht in Millers eerste bandje, The Marksmen. Later studeerden ze samen aan de Universiteit van Wisconsin-Madison en bleven samen ook spelen; eerst in The Ardells en later in de The Fabulous Knight Trains.
Na de universiteit scheidden de wegen van de heren. Boz trok naar Londen en speelde rhythm-and-blues in The Wigs and Mother Earth. Hij reisde door naar Zweden als solist en kwam in 1965 met zijn eerste muziekalbum, Boz. Hij speelde nog een tijdje in de band The Other Side. In 1967 ging hij terug naar de VS en kwam terecht in San Francisco, in die tijd het centrum van de psychedelische rock. Hij trad toe tot de band van zijn maatje, de Steve Miller Band en nam daarmee twee albums op, Children of the Future en Sailor. Hij viel daarbij op bij muziekblad Rolling Stone en kreeg een eigen platencontract bij Atlantic Records. Zijn tweede album verkocht maar matig. Hij stapte over naar Columbia Records en er volgden nog een aantal minder succesvolle albums.
Een kentering in zijn carrière kwam toen hij in 1976 in aanraking kwam met een aantal studiomusici, waaronder Jeff Porcaro en David Paich, de latere basis voor de band Toto. Silk Degrees was het resultaat, het album deed niet alleen in de VS goed (tweede plaats in de albumlijsten) maar ook in Nederland verkocht het album goed. De singles van het album Lowdown, Lido Shuffle (1977) en What Can I Say (1977) haalden de Nederlandse hitparade. We're All Alone van het album werd een succes van onder andere Rita Coolidge. Het album kwam in een aantal landen zelfs op de eerste plaats van albumlijsten. Boz verzorgde een succesvolle wereldtournee en kwam met Down Two Then Left als opvolger. Silk Degrees bleek commercieel een eenmalige topper te zijn geweest; Down Two Then Left verkocht in Nederland aanmerkelijk minder en ook in het buitenland vielen de verkoopresultaten tegen ten opzichte van Silk Degrees.
Nederland liet vanaf toen Boz links liggen; de punkbeweging kwam hier op. In Amerika en Japan bleef hij succesvol met Look What You've Done to Me (uit Urban Cowboys) en Miss Sun; beide haalden plaats nummer 14 in de Verenigde Staten (1981). Het werd toen ineens stil rondom Boz. Pas in 1988 kwam hij met een nieuw album, maar de muziekwereld was danig veranderd door de punk en discomuziek. Vanaf toen is Boz door het leven gegaan als semi-beroepsmusicus, hij komt af en toe met een album, maar is lang niet meer zo succesvol als midden jaren 70.

## Discografie

### Albums
| Album met eventuele hitnotering(en) in de Nederlandse Album Top 100 | Datum van verschijnen | Datum van binnenkomst | Hoogste positie | Aantal weken | Opmerkingen |
| ------------------------------------------------------------------- | --------------------- | --------------------- | --------------- | ------------ | ----------- |
| Silk Degrees                                                        | 1976                  | 23-04-1977            | 15              | 7            |             |
| Down Two then Left                                                  | 1977                  | 31-12-1977            | 19              | 1            |             |
| Middle Man                                                          | 1980                  | 10-05-1980            | 38              | 1            |             |
| Other Roads                                                         | 1988                  | 11-06-1988            | 46              | 4            |             |
| Memphis                                                             | 2013                  | 18-05-2013            | 95              | 1            |             |
| A Fool to Care                                                      | 2015                  | 04-04-2015            | 91              | 1            |             |

| Album met hitnotering(en) in de Vlaamse Ultratop 200 albums | Datum van verschijnen | Datum van binnenkomst | Hoogste positie | Aantal weken | Opmerkingen |
| ----------------------------------------------------------- | --------------------- | --------------------- | --------------- | ------------ | ----------- |
| Memphis                                                     | 2013                  | 30-03-2013            | 157             | 4            |             |
| Out of the Blues                                            | 2018                  | 04-08-2018            | 163             | 1            |             |

### Overige albums
- Boz - 1965
- Boz Scaggs - 1969
- Moments - 1971
- Boz Scaggs & Band - 1971
- My Time - 1972
- Slow Dancer - 1974
- Boz Scaggs - remix uit 1977 van album uit 1969
- Hits ! - Columbia Records 1980
- Some Change - 1994
- Come on Home - 1997
- Fade into Light - 1999/2005 U.S.
- Dig - 2001
- The Lost Concert (live) - 2001
- But Beautiful - 2003
- Live - 2004
- Out of the Blues - 2018

### Singles
| Single met eventuele hitnotering(en) in de Nederlandse Top 40 | Datum van verschijnen | Datum van binnenkomst | Hoogste positie | Aantal weken | Opmerkingen |
| ------------------------------------------------------------- | --------------------- | --------------------- | --------------- | ------------ | ----------- |
| What Can I Say                                                | 1977                  | 02-04-1977            | 5               | 9            |             |
| Lowdown                                                       | 1977                  | 28-05-1977            | 21              | 6            |             |
| Lido Shuffle                                                  | 1977                  | 30-07-1977            | 14              | 7            |             |
| Heart of Mine                                                 | 1988                  | 18-06-1988            | tip19           | -            |             |

| Single met hitnotering(en) in de Vlaamse Ultratop 50 | Datum van verschijnen | Datum van binnenkomst | Hoogste positie | Aantal weken | Opmerkingen |
| ---------------------------------------------------- | --------------------- | --------------------- | --------------- | ------------ | ----------- |
| What Can I Say                                       | 1977                  | 09-04-1977            | 11              | 8            |             |

### Dvd's
| Dvd's met hitnoteringen in de Nederlandse DVD Top 30 | Datum van verschijnen | Datum van binnenkomst | Hoogste positie | Aantal weken | Opmerkingen                         |
| ---------------------------------------------------- | --------------------- | --------------------- | --------------- | ------------ | ----------------------------------- |
| The dukes of September - Live at Lincoln center      | 2014                  | 22-03-2014            | 4               | 13           | met Michael McDonald & Donald Fagen |

### NPO Radio 2 Top 2000
| Nummers met noteringen in de NPO Radio 2 Top 2000 | '99  | '00 | '01  | '02  | '03  | '04  | '05  | '06  | '07  | '08  | '09  | '10  | '11  |
| ------------------------------------------------- | ---- | --- | ---- | ---- | ---- | ---- | ---- | ---- | ---- | ---- | ---- | ---- | ---- |
| Lido Shuffle                                      | 1351 | 989 | 804  | 831  | 948  | 917  | 1172 | 1326 | 1408 | 1151 | 1563 | 1539 | 1602 |
| Lowdown                                           | -    | -   | -    | -    | 1996 | 1940 | -    | 1945 | 1982 | 1949 | -    | -    | -    |
| What Can I Say                                    | 1372 | -   | 1451 | 1188 | 1645 | 1695 | 1784 | 2000 | 1938 | 1751 | -    | -    | -    |

1. ↑  Een '-' betekent dat het nummer niet was genoteerd en een vetgedrukt getal geeft de hoogste notering van een nummer aan.
2. ↑  Deze tabel is bijgewerkt tot en met de laatste editie (2024).

## Familie
Scaggs heeft twee zonen: de ene is muziekjournalist bij het blad Rolling Stone, de andere overleed in 1998 op 21-jarige leeftijd aan een overdosis heroïne.